# Condominio (derecho internacional)

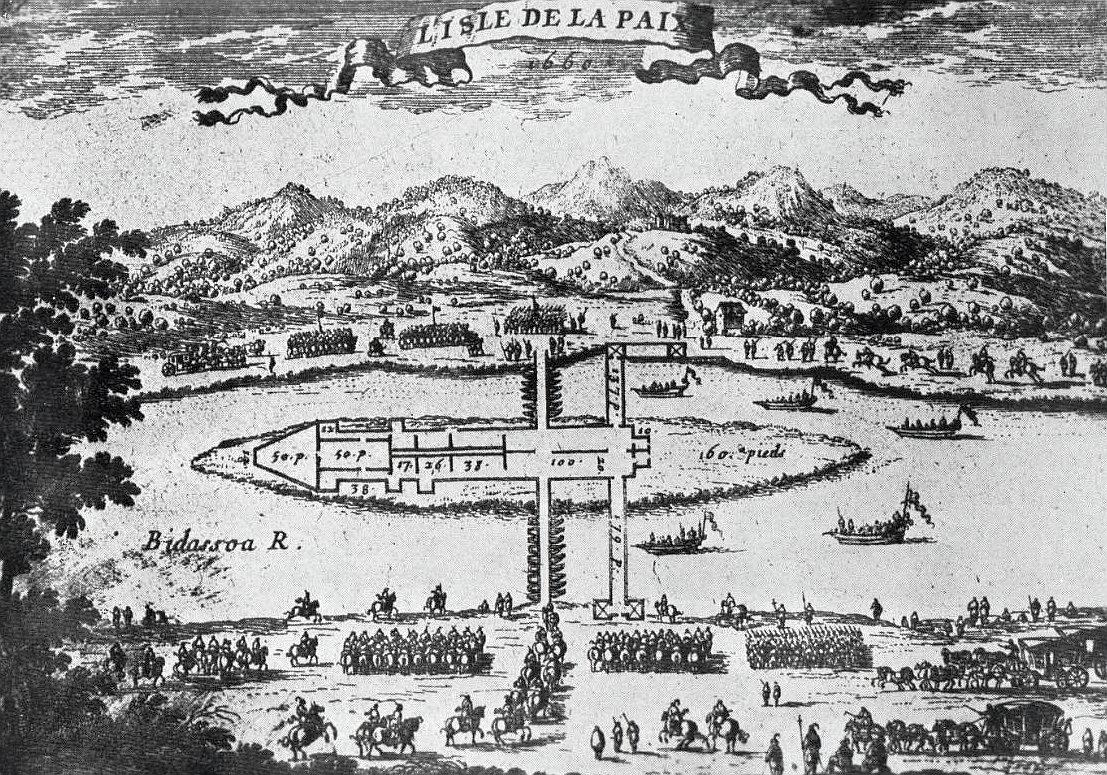
Isla de los Faisanes (L'Ile de la Conférence) grabado de 1660 para ilustrar el Tratado de los Pirineos

El condominio es una forma de gobierno en la que dos o más Estados ejercen la soberanía compartida sobre un mismo territorio. Los estados parte pueden ejercer control sobre el territorio de dos formas: a través de órganos intermedios, que constituyen el gobierno local o acordando el establecimiento de una administración dividida.  Con frecuencia los condominios se establecieron sobre territorios fronterizos en disputa, ante la imposibilidad de los Estados de resolver el conflicto de soberanía. El condominio también se puede establecer sobre ríos, bahías y golfos, como lo reconoció la Corte Internacional de Justicia en el caso del golfo de Fonseca, el cual comparten los países de Honduras, El Salvador y Nicaragua.

## Ejemplos
Algunos ejemplos de condominio son:
- Antártida: es de facto un condominio, que se rige por el Tratado Antártico que tiene estatus consultivo. Doce países firmaron el Tratado Antártico en 1959 y treinta y ocho lo han firmado desde entonces.
- Isla de los Faisanes (Île de la Conférence en francés, Konpantzia en euskera): en el río Bidasoa, entre Irún y Hendaya. Está bajo soberanía hispanofrancesa y se lo considera el condominio más pequeño del mundo, establecido por el Tratado de los Pirineos en 1659.[1]
- Área de Abyei: El Acuerdo General de Paz de 2005 que puso fin a la segunda guerra civil sudanesa, creó un área administrativa de estatus especial conocida como el Área de Abyei, que se considera simultáneamente parte del estado de Kordofán Occidental y el estado de Bahr el Ghazal del Norte. Tras la independencia de Sudán del Sur en 2011, el área se convirtió efectivamente en un condominio entre la República de Sudán del Sur y la República del Sudán.
- Distrito de Brčko: En Bosnia y Herzegovina, el distrito de Brčko forma un condominio entre la Federación de Bosnia y Herzegovina y la República Srpska.
- Área de Régimen Conjunto: Colombia y Jamaica comparten un condominio marítimo (llamado "Área de Régimen Conjunto") en el mar Caribe de mutuo acuerdo como alternativa a la delimitación de su límite marítimo. De lo contrario, la parte exterior de la ZEE de cada país se superpondría en esta área. A diferencia de otras "zonas de desarrollo conjunto", este condominio no parece haber sido diseñado simplemente como una forma de dividir el petróleo, la pesca u otros recursos.
- Lago de Constanza: Austria, Alemania y Suiza consideran que tienen un condominio tripartito (aunque por motivos diferentes) sobre la parte principal del lago de Constanza (sin sus islas). Por otro lado, Suiza sostiene la opinión de que la frontera discurre a través del medio del lago. Por lo tanto, ningún tratado internacional establece dónde se encuentran las fronteras de Suiza, Alemania y Austria, en o alrededor del lago de Constanza.

- Laguna Merín (Lagoa Mirim en portugués): es un condominio entre Brasil y Uruguay desde la firma del acuerdo en 30 de octubre de 1909.[4][5]
- Lago Titicaca: Perú y Bolivia comparten un condominio sobre las aguas del lago Titicaca (sin sus islas), reconocido en la Convención para el Estudio Económico Preliminar de Aprovechamiento de las Aguas del Lago Titicaca de 1957 y ratificado en 1987.[6]

## Antiguos condominios
- Maastricht: desde 1204 hasta 1794, fue un condominio del Principado de Lieja y del Duque de Brabante.
- El condominio de Moresnet desde 1830 hasta 1919.[2]
- Las islas de las Nuevas Hébridas fueron administradas mediante un condominio originado en el acuerdo firmado en 1906 entre el Reino Unido y Francia. Estuvo en vigencia hasta 1980, año de la independencia del actual estado de Vanuatu.[1]
- Sudán estuvo bajo condominio anglo-egipcio.
- Tánger. El 24 de junio de 1925, Bélgica, España, Estados Unidos, Francia, Países Bajos, Portugal, el Reino Unido y la Unión Soviética firmaron un acuerdo por el que se establecía el condominio de estos países sobre Tánger. Poco después se incorporaría también Italia.
- Isla Enderbury estuvo bajo condominio anglo-estadounidense.
- Shanghái fue un condominio compartido entre diversas potencias durante el período en que fue una concesión colonial por parte de China desde 1866 hasta 1943.

## Coprincipado
Según la ley francesa, Andorra fue considerada una vez como un condominio franco-español, aunque se clasifica más comúnmente como un coprincipado, ya que es en sí mismo un estado soberano, no una posesión de una o más potencias extranjeras. Sin embargo, el cargo de jefe de Estado es compartido de oficio por dos extranjeros en régimen de corregencia, titulados Copríncipes de Andorra, uno de los cuales es el presidente de Francia, actualmente Emmanuel Macron, y el otro el obispo de Urgel en España, Joan Enric Vives.